# Макетна плата

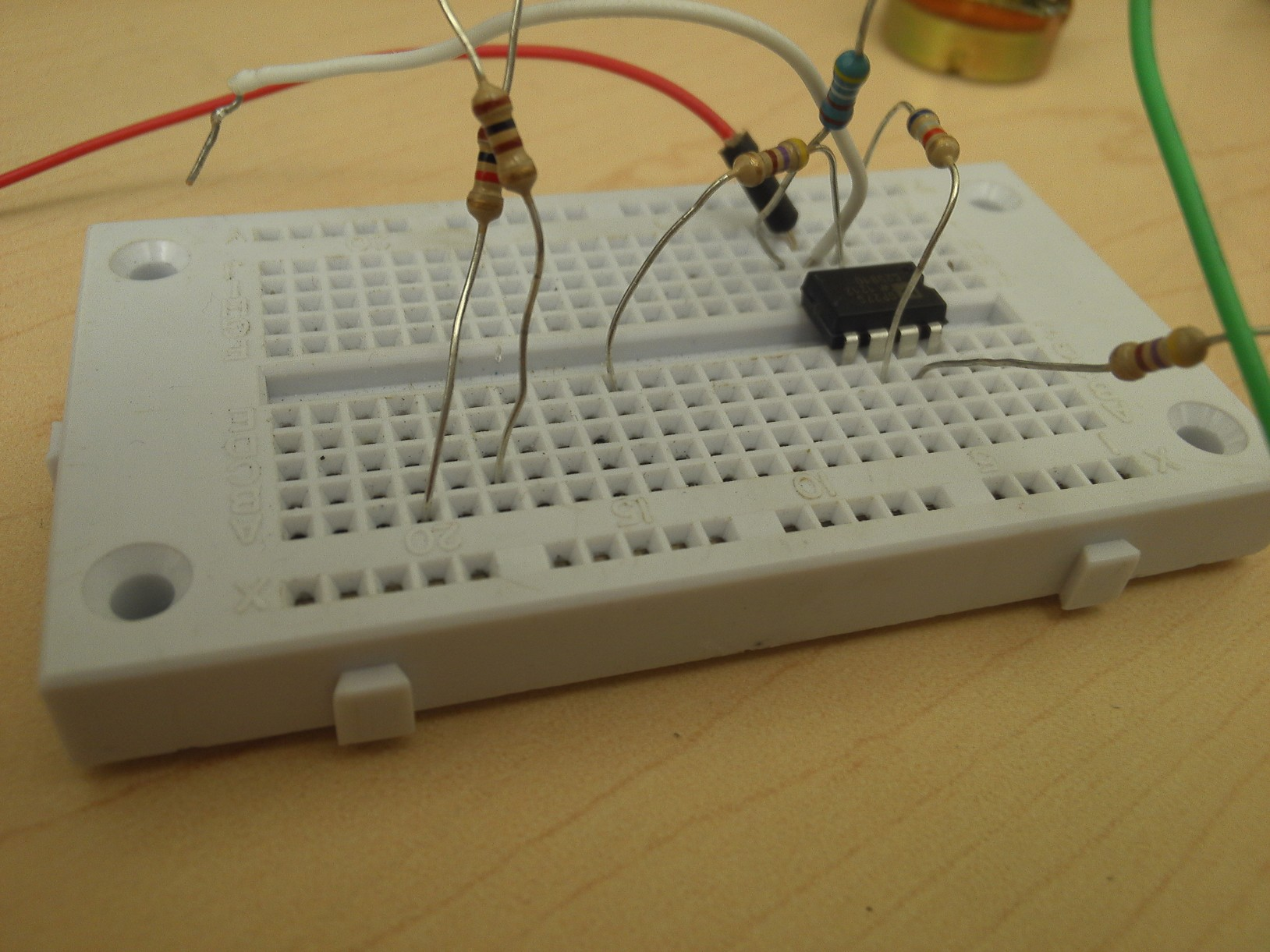
Схема операційного підсилювача, виконана на макетній платі без застосування пайки.

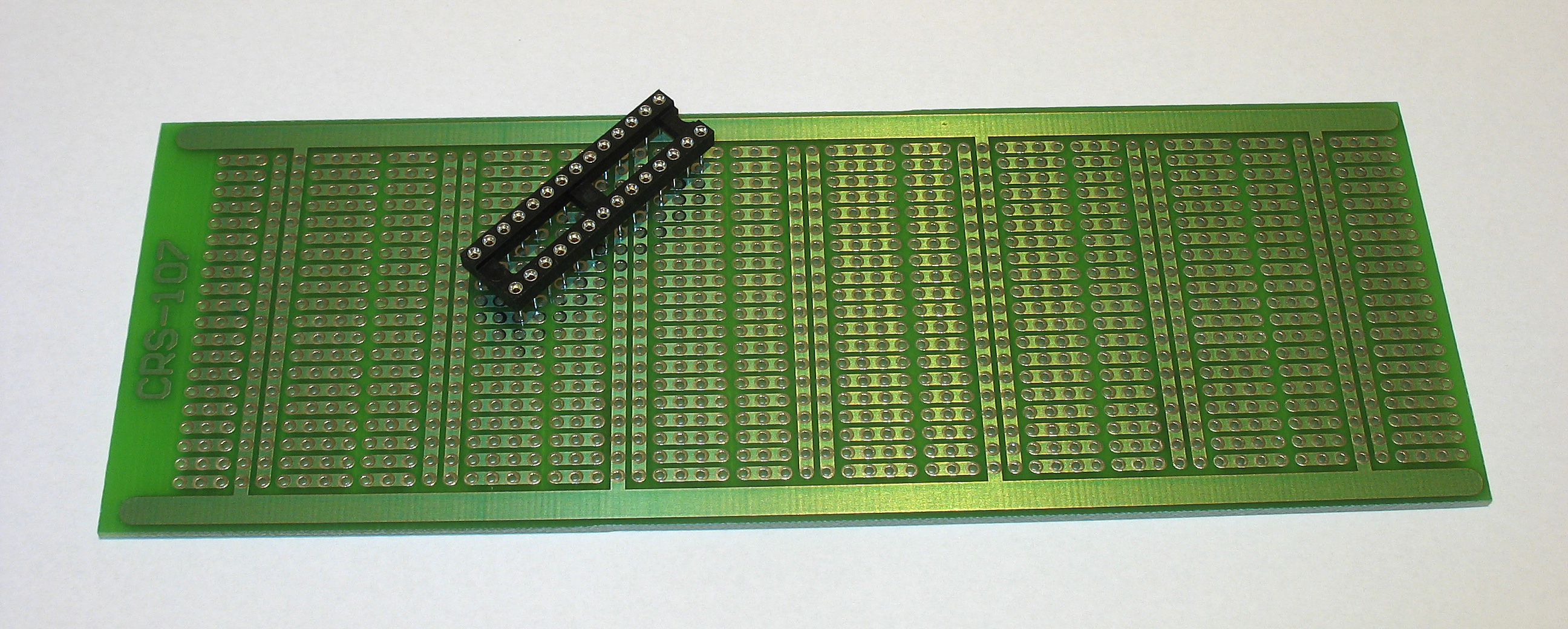
Макетна плата з металізованими отворами.

Макетна плата — універсальна друкована плата для складання і моделювання прототипів електронних пристроїв.

## Різновиди
Існує декілька різних типів макетних плат:
- Універсальні — мають виключно металізовані отвори, які розробник повинен з'єднувати перемичками.
- Для цифрових пристроїв — намічено можливі місця для встановлення мікросхем, по всій платі проведені шини живлення.
- Спеціалізовані — для пристроїв на мікросхемі конкретної моделі. На таких платах є як заздалегідь розведені стандартні доріжки, так і матриця отворів і доріжок для нестандартних елементів. Наприклад, для мікроконтролерних пристроїв стандартними ланцюгами будуть посадочне місце для мікросхеми, живлення, «земля», кварцовий резонатор і лінії внутрішньосхемного програмування.